# Jenny Maakal
Jenny Maakal, född 2 augusti 1913, död 15 september 2002, var en sydafrikansk simmare.
Maakal blev olympisk bronsmedaljör på 400 meter frisim vid sommarspelen 1932 i Los Angeles.